# داركو زيك
داركو زيك (بالسلوفينية: Darko Zec)‏ هو لاعب كرة قدم سلوفيني في مركز الدفاع، ولد في 21 فبراير 1989 في ليوبليانا في سلوفينيا. شارك مع منتخب سلوفينيا تحت 21 سنة لكرة القدم. أما مع النوادي، فقد لعب مع نادي دومجاله.

## وصلات خارجية
- داركو زيك على موقع الاتحاد الأوربي (الإنجليزية)
- داركو زيك على موقع قاعدة بيانات كرة القدم.إي يو (الإنجليزية)
- داركو زيك على موقع Soccerway.com (الإنجليزية)